# Lincoln Premiere
Les Lincoln Capri et Lincoln Premiere sont des véhicules automobiles du constructeur américain Lincoln, division de luxe du groupe Ford. La publicité de l'époque annonçait « Lincoln ... unmistakably the finest » (Lincoln ... incontestablement le meilleur). Ces deux appellations sont jumelles et les deux automobiles partagent les mêmes carrosseries et les mêmes moteurs, entre 1956 et 1960.

## Lincoln Futura
La Lincoln Futura en présente des prémices stylistiques. Ce concept car, fabriqué en 1954 dans les ateliers turinois de Ghia, est dévoilé au tout début de l'année 1955, et cause la surprise et l'enthousiasme tant ses formes étaient futuristes.

## Caractéristiques

### 1956
Durant les années 1952-1955, les automobiles Lincoln se ressemblent fortement (mise à part les décorations latérales et le lifting de la calandre avant en 1955). Elles commencent à accuser leur âge... Ce que Lincoln présente en septembre 1955 est de bien belle facture. L'empattement passe de 123 à 126 pouces pour une longueur totale de 216 à 222,9 pouces (5,66 m). Les lignes sont élancées, élégantes, aériennes, et les amateurs ne s'y trompent pas. Le succès est au rendez-vous avec 27 222 unités en 1955 et 50 322 en 1956 pour la paire Capri-Première. Pour 1956, les prix vont de 4 119 $ à 4 747 $. 
Sans faire une Lapalissade, à part leurs différences, la Capri et la Première sont identiques. L'appellation Première est nouvelle, et elle est mieux équipée. Le motif dans l'enjoliveur est différent, (étoile dorée sur fond blanc), les lettrages aussi. Le convertible n'est disponible qu'en finition Premiere et sa capote en toile est automatique. 
Côté moteur, c'est toujours un V8, mais sa cylindrée augmente à 368 Cubic inches, soit  6 027 cm3, développant 285 cv à 4 600 tr/min. L'alimentation est réalisée grâce à un carburateur 4 corps. Il faut bien cela pour propulser les 2 tonnes de l'automobile. La boîte automatique est à 3 rapports, toutes les carrosseries sont à 6 places. Les vitres et banquette avant électriques, la direction et les freins assistés sont de série. Elle arbore un pare-brise panoramique (une nouveauté chez Lincoln), s'équipe d'un volant rétractable en cas d'accident, du passage du système électrique à 12 volts, du double échappement sortant des bananes de pare-chocs. Les ceintures de sécurité à 2 points ne sont que des options, avant et arrière. Les options disponibles sont d'ailleurs nombreuses. Comme les années précédentes, les roues arrière sont semi carénées. 
Le coupé est nommé « hard-top », les portières n'ayant pas de montants. En descendant les 4 vitres, l'espace est très dégagé, et le toit comme suspendu. 
Un petit mot de la concurrence : Dans le segment du haut de gamme américain, Cadillac reste leader. Il y a également Chrysler.  Rien ne va plus chez Packard ; c'est malheureusement la fin.

### 1957
Il s'agit en 1957, de la même base et du même moteur (300 ch à 4 800 tr/min). La carrosserie évolue spectaculairement pour l'arrière. En effet, les ailerons à feux triangulaires se mettent au goût du jour. Le pare-chocs n'a plus d'échappement, et se rallonge un peu (224,6 pouces, soit 5,70 m). Les feux de recul y prennent place. Plus de carénage, la baguette latérale est fine et plus haute. Les pare-chocs avant s'épaississent. Les doubles phares font leur apparition, comme chez les autres constructeurs exactement à cette période (mode). 22 % des Lincoln 1957 ont la climatisation. 
La nouvelle mention « landau » désigne les 4 portes sans montants au niveau des portières, à l’instar des coupés. La berline classique à montants est visiblement « boudée » à son profit. Pour 1957, les prix vont de 4 649 $ à 5 381 $. Le prix peut dépasser allègrement 6 000 $ avec des options. 
La production fléchit quelque peu, à 41 093 exemplaires. Le prix est environ le double de celui d’une Chevrolet, une Ford ou une Plymouth du même millésime.

### 1958-1959
En 1958, c'est l'escalade! C'est maintenant un 430 cubic inch, soit 7 043 cm³ (375 ch) qui prend place sous des carrosseries entièrement remaniées. 
Les doubles phares deviennent obliques, les lignes sont plus tendues, modernes si l'on peut dire. La caisse semble interminable et l'aileron arrière est moins ostentatoire. Le pare-chocs avant, d'une seule pièce, est impressionnant avec ses deux bananes-obus qui pointent.
La Premiere se distingue de la Capri par une baguette chromée de bas de caisse. Elles existent en 4 portes avec ou sans montant et 2 portes sans montant.
Et nous notons l'incorporation de la Continental Mark III (ne pas confondre avec les Continental Mark II stoppées en 1957!).
Cette « nouvelle » Continental est donc une troisième jumelle, mais quelques précisions s'imposent : 
Le motif de grille de calandre est carré et non horizontal. La lunette arrière est originale pour les 'conduites intérieures' puisqu'elle est "inversée",(comme sur Citroen AMI (vérif?) et elle peut s'abaisser, offrant une très bonne ventilation naturelle de l'habitacle. 
Elle est la seule à se décliner -en plus des 3 autres configurations- en convertible (donc plus de convertible Premiere). 
NB : Les portes arrière ne sont pas encore « suicide », ou antagonistes. 
Dans la liste pléthorique des options, nous trouvons par exemple une option "triple carburateur", avec 400 ch à la clef, ainsi qu'une suspension à air (2 % des suffrages).  
1958 est une mauvaise année pour les États-Unis (récession) (Note aux rédacteurs : faire vérification) (voir Edsel) et tous les constructeurs voient leurs productions diminuer... Lincoln n'y échappe pas avec 28 684 unités ; c'est environ quatre fois moins que de Cadillac.

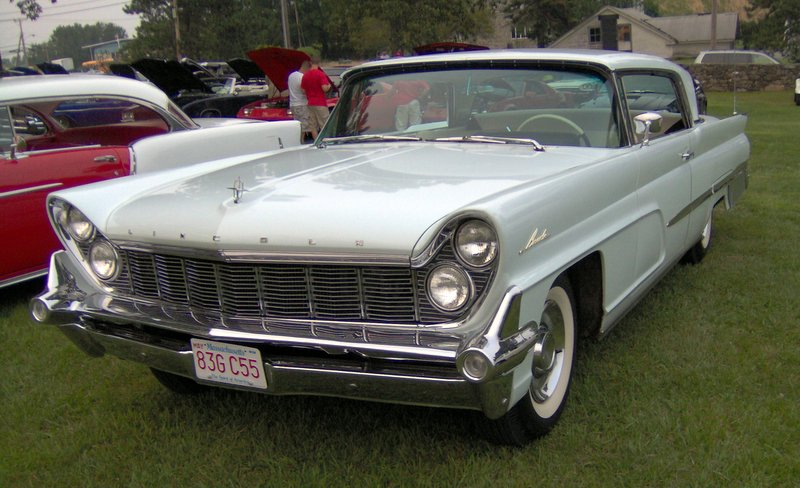
Lincoln Premiere de 1959, en version « hard-top ».

1959
(à compléter)

### À présent
50 ans plus tard, ces modèles sont recherchés des collectionneurs, car ils témoignent d'un certain « âge d'or » de l'automobile - la profusion de chromes, l'extravagance des ailerons, des carrosseries peu ergonomiques qui les rendent inimitables.

## Sources